# Wilhelm von Mirbach
Le comte Wilhelm von Mirbach Harff, né le 2 juillet 1871 à Bad Ischl en Haute-Autriche et mort le 6 juillet 1918 à Moscou, est un diplomate allemand. Il a participé aux négociations soviéto-allemandes de Brest-Litovsk entre décembre 1917 et mars 1918. Il a été nommé ambassadeur d'Allemagne à la RSFSR en avril 1918.

## Biographie
Issu d'une riche famille catholique d'aristocrates prussiens, il est un descendant de Johann Wilhelm von Mirbach-Harff (de), fondateur de l'Académie de chevalerie rhénane et de Richard von Vorst-Gudenau (de) son grand-père paternel. Ses parents étaient le comte Ernst von Mirbach-Harff (de) et son épouse, née Wilhelmine von Thun-Hohenstein (1851-1929).
Il sert entre 1908 et 1911 comme conseiller à l'ambassade d'Allemagne de Saint-Pétersbourg. Il est ensuite conseiller politique du commandement militaire allemand à Bucarest. En 1915, Mirbach est ambassadeur d'Allemagne à Athènes, dont il est expulsé en décembre 1916 après la prise du pouvoir par le gouvernement favorable à l'Entente d'Elefthérios Venizélos. Du 16 décembre 1917 au 10 février 1918, il est envoyé extraordinaire allemand à Pétrograd, mission qui aboutit à la signature du traité de Brest-Litovsk, à la suite duquel il est nommé ambassadeur à Moscou en avril 1918.

## Assassinat
Il est assassiné par Iakov Bloumkine, à la demande du comité central du Parti socialiste-révolutionnaire de gauche, qui a essayé de provoquer la reprise de la guerre avec l'Allemagne,. Bloumkine est entré dans la résidence de Mirbach en utilisant des documents falsifiés et a tiré sur sa victime à bout portant.
Loin de remettre en cause le traité de paix avec l'Allemagne, cet acte terroriste confirme l'urgence de parachever les négociations avec l'Allemagne et l'Autriche-Hongrie, qui aboutissent au Traité de Berlin (27 août 1918) ; toutefois, l'assassinat de Mirbach marque le début de la révolte des socialistes-révolutionnaires de gauche à Moscou en 1918.
Wilhelm v. Mirbach est remplacé par Karl Helfferich comme ambassadeur allemand à la RSFSR. Le Traité de Berlin sera finalement dénoncé à la chute de l'Empire allemand (9-11 novembre 1918).